# God Bless Our Homeland Ghana
God Bless Our Homeland Ghana (« Dieu bénisse notre patrie, le Ghana ») est l'hymne national du Ghana. Il est également connu sous le nom de Hail the name of Ghana (« Salut! le nom de Ghana »).

## Paroles

### En anglais
| First stanza |
| --- |
| God bless our homeland Ghana And make our nation great and strong, Bold to defend forever The cause of Freedom and of Right; Fill our hearts with true humility, Make us cherish fearless honesty, 𝄆 And help us to resist oppressors' rule With all our will and might for evermore. 𝄇            |
| Second stanza |
| Hail to thy name, O Ghana, To thee we make our solemn vow: Steadfast to build together A nation strong in Unity; With our gifts of mind and strength of arm, Whether night or day, in the midst of storm, 𝄆 In every need, whate'er the call may be, To serve thee, Ghana, now and for evermore. 𝄇 |
| Third stanza |
| Raise high the flag of Ghana and one with Africa advance; Black star of hope and honour To all who thirst for liberty; Where the banner of Ghana freely flies, May the way to freedom truly lie; 𝄆 Arise, arise, O sons of Ghana land, And under God march on for evermore! 𝄇                      |

### Traduction en français
| Premier couplet |
| --- |
| Dieu bénisse notre pays, le Ghana Et rende notre nation grande et forte, Pour défendre à jamais audacieusement, La cause de la liberté et du droit, Remplis nos cœurs d'une vraie humilité, Fais nous chérir une honnêteté sans peur, Aide nous à résister aux lois des oppresseurs Avec toute notre volonté et notre puissance, à tout jamais.             |
| Deuxième couplet |
| Salut ! à ton nom, Ô Ghana, À toi, nous faisons notre vœu solennel : Dévoués à construire ensemble Une nation forte dans l'Unité ; Avec nos dons de pensée et notre force d'arme Que ce soit la nuit ou le jour, dans la brume ou la tempête, Dans tous les besoins, peu importe l'appel que ce soit, Pour te servir, O Ghana, maintenant et à tout jamais. |
| Troisième couplet |
| Élèvons haut le drapeau du Ghana Et un autre avec la progression de l'Afrique ; L'Étoile noire de l'espoir et de l'honneur Pour tous qui ont soif de liberté ; Où la bannière du Ghana flotte librement, Que le chemin de la liberté s'ouvre véritablement ; Debout, debout, Ô enfants du Ghana Et avec Dieu marchons pour toujours !                       |